# 2018년 동계 올림픽 케냐 선수단
2018년 동계 올림픽 케냐 선수단은 대한민국 평창군에서 개최될 2018년 동계 올림픽에 참가할 예정인 올림픽 케냐 선수단이다. 케냐 선수단의 동계 올림픽 참가는 2006년 동계 올림픽 이후 처음이다.
이번 대회에는 알파인 스키 선수 한 명만 출전하였으며, 케냐 사상 첫 동계올림픽 여자 국가대표이기도 하다.

## 참가 선수
다음은 종목별 참가 현황이다.
| 종목       | 남자 | 여자 | 합계 |
| ---------- | ---- | ---- | ---- |
| 알파인스키 | 0    | 1    | 1    |
| 합계       | 0    | 1    | 1    |

## 메달 집계
| 종목 | 1 | 2 | 3 | 합계 |
| 합계 |   |   |   |      |

### 알파인 스키
케냐에는 한 명의 선수가 배정됐으며, 그 이름은 서브리나 시마더이다. 시마더는 케냐에서 태어나 3살 때 오스트리아로 이민을 갔으며 그곳에서 스포츠를 접하게 되었다. 2016년 노르웨이 릴레함메르에서 열린 동계 청소년 올림픽에 케냐 국가대표로 출전한 경력이 있다. 케냐의 올림픽 스키 종목 참가는 이번이 사상 처음이다. 시마더는 종합순위 20위 이내에 드는 것을 목표로 하고 있다.
| 선수            | 종목            | 1차  | 1차  | 2차  | 2차  | 최종 | 최종 |
| 선수            | 종목            | 시간 | 순위 | 시간 | 순위 | 시간 | 순위 |
| --------------- | --------------- | ---- | ---- | ---- | ---- | ---- | ---- |
| 서브리나 시마더 | 여자 대회전     |      |      |      |      |      |      |
| 서브리나 시마더 | 여자 회전       |      |      |      |      |      |      |
| 서브리나 시마더 | 여자 슈퍼대회전 |      |      |      |      |      |      |
| 서브리나 시마더 | 여자 복합       |      |      |      |      |      |      |